# Nephelistis vellerea
Nephelistis vellerea là một loài bướm đêm trong họ Noctuidae.